# Martin (Santa Lucía)
Martin es una localidad de Santa Lucía, que forma parte del distrito de Choiseul.